# 신이은

신이은(본명: 신영인 ~ )은 대한민국 뮤지컬 배우이자 모델이다.
대학로 연극 무대에서 정식 데뷔를 하였다.  이후 다양한 공연에 배우, 스텝으로 참여해왔으며 최근 독립영화, CF등 다양한 활동을 이어가고 있다. 
시원시원한 기럭지덕에 어릴적부터 모델 활동을 해왔다. 또한 요가 수련을 10년가까이 해온 요가 단련자이며 골프와 등산을 즐겨하는등 개인 SNS를 통해 밝힌 취미로는 평소 요리와 미술에도 관심이 많은 다재다능한 면모를 두루 갖춘 신인 배우이다.
인문계를 졸업하여 방송 연예 모델학과 중퇴, 그리고 영어학과를 졸업하였다.

신이은은 연기에 대한 열정이 많고 연기에 대한 애정이 많은 배우이다.
대학로 극단 단원 생활을 시작으로, 연기 학원, 연기 스터디등 무대와 영상을 두루 공부해왔다.
유투브 채널을 개설했지만 현재 게시물이 없는 상태이다.

2019년 제 1회 한중국제영화제 월드모델대회에서 만능 엔터테이너상을 수상에 이어, 
2020년 미스글로벌코리아에서 인기상 수상하며  만능 엔터테이너로서의 진면목을 인정받아왔다.
2021년 1월에는  보관됨 2021-05-08 - 웨이백 머신  에세이 오디오북 사이트인 나디오의 에세이작가로 참여한 바있다.

## 연극
- 2020년 소극장혜화당 《인구론 SF 연극제》
- 2020년 소극장혜화당《가위바위보 단단 페스티벌》
- 2020년 동양 예술극장《창작산실 낭독극: 달문을 찾아서》
- 2021년 북극곰예술소극장《끝까지 간다》
- 2021년 포천 아트홀《뮤지컬 알라딘》
- 2022년 BNK부산조은극장《러브 어게인》
- 2022년 봄날 아트홀《크리미널 시즌4》